# Pena di morte in Tennessee
La pena di morte in Tennessee viene tuttora praticata.

## Processo
Quando l'accusa chiede la pena capitale per l'imputato, la sentenza viene decisa dalla giuria e deve essere presa all'unanimità. In caso contrario la sentenza viene commutata automaticamente in ergastolo. L'attuale metodo di esecuzione nel Tennessee è l'iniezione letale, tuttavia un condannato a morte prima del 1 gennaio 1999 può optare per la sedia elettrica. La sedia elettrica è prevista anche nel caso in cui l'iniezione letale venga ritenuta incostituzionale oppure manchino i farmaci per seguirla. Se anche la sedia elettrica viene ritenuta incostituzionale, lo stato è tenuto a prevedere qualsiasi metodo costituzionale per eseguire le sentenze capitali.

## Crimini capitali
L'omicidio di primo grado può essere sanzionato con la morte se ricorre una delle seguenti aggravanti:
- l'omicidio è stato commesso nei confronti di un minore di dodici anni;
- l'imputato è stato precedentemente condannato in altri crimini, oltre al presente, in cui è comportato l'uso della violenza verso la persona;
- l'imputato coscientemente ha messo a rischio la vita di altre persone, oltre alla vittima, durante l'atto di omicidio;
- l'imputato ha commesso l'omicidio per motivi remunerativi o ha impiegato un altro soggetto con remunerazione;
- l'omicidio è stato particolarmente odioso, atroce o crudele nel quale ha compreso la tortura o abusi fisici oltre a necessario per arrivare alla morte;
- l'omicidio è stato commesso con lo scopo di evitare, interferire o prevenire l'arresto o l'accusa dell'imputato o di un altro soggetto;
- l'omicidio è stato coscientemente commesso, sollecitato, diretto o aiutato dall'imputato, mentre l'imputato ha avuto un ruolo sostanziale nella commissione o nel tentativo o è fuggito dopo aver avuto un ruolo sostanziale nella commissione o nel tentativo di commissione di qualsiasi omicidio di primo grado, incendio, rapina, furto, rapimento, abuso e rapimento di minore, pirateria o piazzare una bomba distruttiva;
- l'omicidio è stato commesso dall'imputato mentre era in custodia o in carcere o durante la fuga dal luogo di custodia o di prigionia;
- l'omicidio è stato commesso ai danni di un ufficiale di polizia, agente penitenziario, personale penitenziario, ufficiale giudiziario, personale medico, personale paramedico o pompiere in un momento che era in servizio e l'imputato ne era a conoscenza del ruolo della vittima:;
- l'omicidio è stato commesso ai danni di un giudice o un ex giudice o un procuratore distrettuale o statale o assistente procuratore distrettuale o statale e l'imputato ha ucciso la vittima per la sua carica;
- l'omicidio è stato commesso ai danni di un politico eletto e l'imputato lo aveva ucciso la vittima per la sua carica;
- l'imputato ha commesso un omicidio di massa, cioè tre o più persone, sia in un singolo evento, sia in un periodo compreso tra i quarantotto mesi;
- l'imputato ha coscientemente mutilato il corpo della vittima dopo la sua morte;
- la vittima aveva settanta o più anni o era particolarmente vulnerabile per il suo stato di handicap e l'imputato ne era a conoscenza;
- l'omicidio è stato commesso durante un atto di terrorismo;
- l'omicidio è stato commesso contro una donna incinta e l'imputato coscientemente ha ucciso la vittima e sapeva del suo stato.

## Stato attuale
Il Tenneesee attualmente ha eseguito tredici condanne dal ripristino della pena di morte negli Stati Uniti avvenuto nel 1976: una nel 2000 sotto il governatore Don Sondquist, cinque dal sotto Phil Bredesen, tre sotto Bill Harslam,
Nel 2021 si trovano nel braccio della morte quarantanove carcerati. Le date delle esecuzioni sono programmate dalla corte suprema del Tennessee. Il governatore in carica ha il potere di decidere se concedere o meno la grazia. Un consiglio del Tennessee, competente in materia carceraria, può dare raccomandazioni sul singolo caso, tuttavia il governatore non è tenuto a seguirle. Le esecuzioni capitali vengono fatte all'Istituto di Reclusione di Massima Sicurezza di Riverbend che si trova a Nashville.
Nel 2007 venne costituito un comitato per studiare la pena di morte. Dopo sedici mesi di analisi e audizioni, il comitato decise di non abolire la pena di morte, bensì di riformarla, si prevede la creazione di un'autorià indipendente per rivedere le sentenze.

## Storia
Fino al 1913 il metodo legale di esecuzione in Tennessee era l'impicaggione. Nel 1915 venne introdotta la sedia elettrica, che rimase in funzione per quarantacinque anni. Dal 1960 al 2000 la pena capitale non venne mai applicata. Da allora venne introdotta l'iniezione letale come metodo di esecuzione.

## Esecuzioni
| Numero | Nome                      | Età al momento dell'esecuzione | Data al momento dell'esecuzione | Metodo           | Vittime                                                            | Governatore in carica |
| ------ | ------------------------- | ------------------------------ | ------------------------------- | ---------------- | ------------------------------------------------------------------ | --------------------- |
| 1      | Robert Glen Coe           | 44                             | 19 aprile 2000                  | Iniezione letale | Cary Ann Medlin                                                    | Don Sundquist         |
| 2      | Sedley Alley              | 50                             | 28 giugno 2006                  | Iniezione letale | Suzanne Marie Collins                                              | Phil Bredesen         |
| 3      | Philip Ray Workman        | 53                             | 9 maggio 2007                   | Iniezione letale | Ronald Oliver                                                      | Phil Bredesen         |
| 4      | Daryl Keith Holton        | 45                             | 12 settembre 2007               | Sedia elettrica  | Stephen Holton, Brent Holton, Eric Holton e Kayla Holton           | Phil Bredesen         |
| 5      | Steve Henley              | 55                             | 4 febbraio 2009                 | Iniezione letale | Fred Stafford e Edna Stafford                                      | Phil Bredesen         |
| 6      | Cecil J. Johnson, Jr.     | 53                             | 2 dicembre 2009                 | Iniezione letale | Bobby Bell, Jr., James Moore e Charles House                       | Phil Bredesen         |
| 7      | William "Billy" Ray Irick | 59                             | 9 agosto 2018                   | Iniezione letale | Paula Kay Dyer                                                     | Bill Haslam           |
| 8      | Edmund George Zagorski    | 63                             | 1 novembre 2018                 | Sedia elettrica  | John Dale Dotson e James Wayne Porter                              | Bill Haslam           |
| 9      | David Earl Miller         | 61                             | 6 dicembre 2018                 | Sedia elettrica  | Lee Standifer                                                      | Bill Haslam           |
| 10     | Donnie Edward Johnson     | 68                             | 16 maggio 2019                  | Iniezione letale | Connie Johnson                                                     | Bill Lee              |
| 11     | Stephen Michael West      | 56                             | 15 agosto 2019                  | Sedia elettrica  | Wanda e Sheila Romines                                             | Bill Lee              |
| 12     | Leroy Hall, Jr.           | 53                             | 5 dicembre 2019                 | Sedia elettrica  | Traci Crozier                                                      | Bill Lee              |
| 13     | Nicholas Todd Sutton      | 58                             | 20 febbraio 2020                | Sedia elettrica  | Carl Estep                                                         | Bill Lee              |
| 14     | Oscar Franklin Smith      | 75                             | 22 maggio 2025                  | Iniezione letale | Judith Lynn Robirds Smith, Chad Altmon Burnett e Jason Don Burnett | Bill Lee              |